# Suite per a piano núm. 1 (Enescu)
La Suite per a piano núm. 1 (Dans le style ancien) en sol menor, op. 3, va ser composta per George Enescu el 1897. La va dedicar a Louise Murer, que va fer la va estrenar a la Salle Pleyel de París l'11 de juny del mateix any.

## Moviments
Amb una durada d'uns 20 minuts, consta de 4 moviments:
- I. Prélude, Grave
- II. Fugue, Allegro moderato
- III. Adagio
- IV. Finale, Presto

## Origen i context
La seva dedicatòria a Louise Murer porta la data del 6 de maig de 1897, moment en què Enescu tenia quinze anys. És la mateixa pianista que havia estrenat el mateix any el seu Quintet per a piano. És una de les primeres peces a portar un número d'opus al seu catàleg madur, ja que havia descartat una numeració de l'obra anterior.